# Riddaren med falken
Riddaren med falken är en oljemålning av den nederländske konstnären Rembrandt från omkring 1661. Den inköptes 1921 av Göteborgs konstmuseum för 375 000 kronor efter en donation av Gustaf Werner. 

## Målningen
Den porträtterade riddaren bär en mörk mantel och ett glimmande kors i ett band om halsen. På huvudet har han en röd barett krönt av en strutsfjäder. På den handskklädda vänsterhanden sitter en falk med huva. Bakgrunden med en häst i profil och en ridknekt präglas av rörelse medan riddaren utstrålar ett stoiskt lugn.
Riddaren med falken är en ganska sen målning av Rembrandt. Han var omkring 55 år och hade åtta år kvar att leva. Efter inledande framgångar hade Rembrandts drabbats av flera personliga och ekonomiska förluster vid tiden för denna målning. Han stil hade fallit ur mode och det var först med modernismen som Rembrandt sena, fria och expressiva måleri lyftes fram som konstnärligt nyskapande.

## Skissen

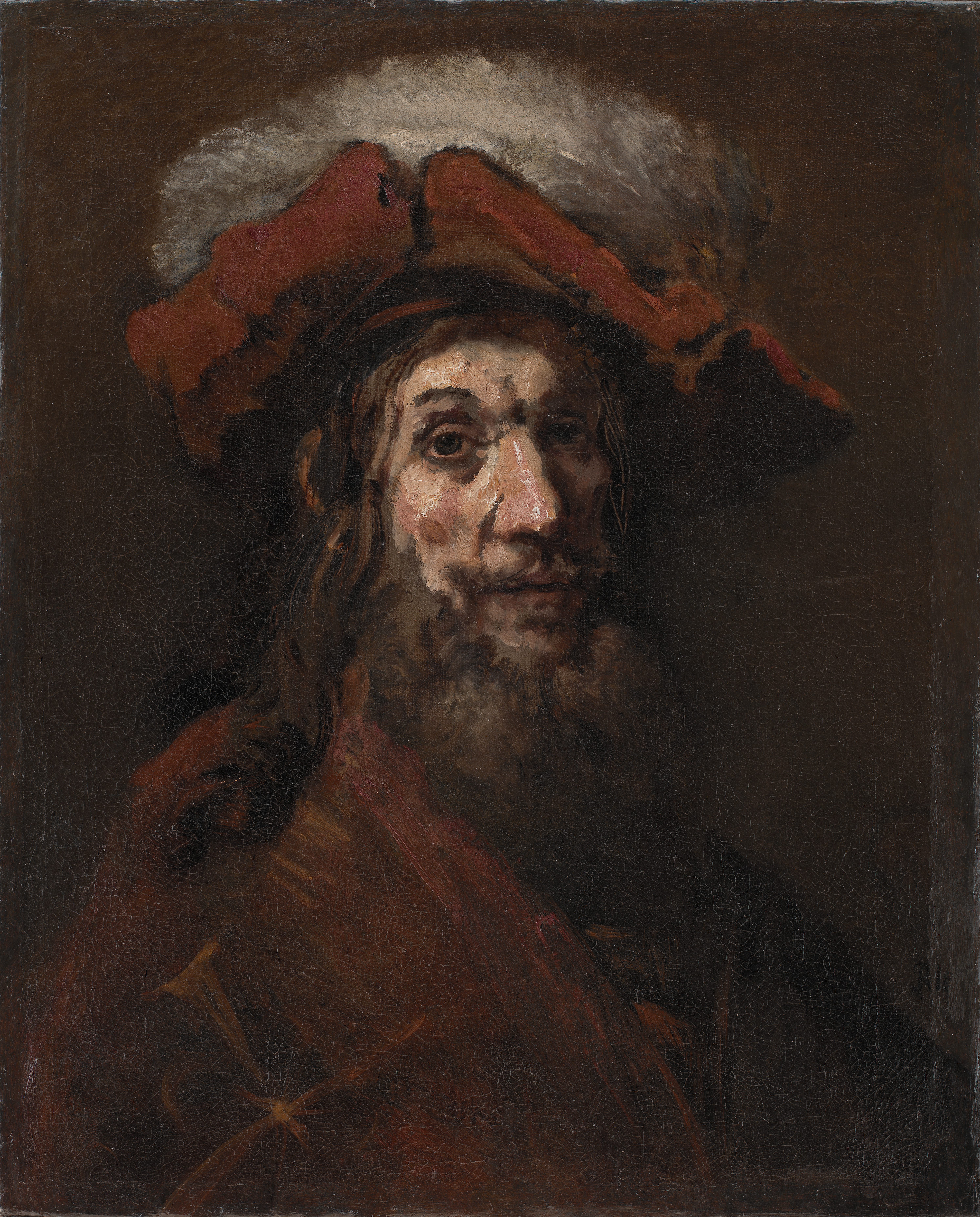
Skitse til Ridderen med falken, kendt som "Korsridderen" på Statens Museum for Kunst.

Det finns en snarlik målning på Statens Museum for Kunst i Köpenhamn. Den målades omkring 1659–1661, benämns Korsriddaren och antas vara en oljeskiss till Riddaren och falken. Den när något mindre och mäter 68,5 x 55,5 cm. Målningen tillhörde kungliga samlingen, återupptäcktes 1911 på Frederiksborg slott och överfördes då till Statens Museum for Kunst. Målningen saknar falken, manteln är röd istället för svart som i Göteborgsversionen, men huvudbonaden är likartad. 

## Motivet
Det porträtterade riddaren tros vara helgonet Bavo som levde på 600-talet och är skyddshelgon för sin hemstad Gent samt Haarlem. Den helige Bavos helgonattribut är en falk och han avbildas ofta med mantel, kors och fjäderprydd barett. 
Mycket talar för att tavlan ingår i Rembrandts svit av religiösa bilder från sent 1650- och tidigt 1660-tal där han bland annat avbildat Kristus, Jungfru Maria, evangelisterna och apostlarna, munkar och helgon. Utmärkande för dessa bilder är att Rembrandt frångått den romersk-katolska traditionens sätt att framställa helgon som upphöjda med lysande glorior och istället betonat helgonets mänsklighet. Målningarna hör till konstnärens mest uttrycksfulla; med stor känslighet visar han helgonens mänsklighet utan att ge avkall på deras symboliska betydelse inom kristendomen. 

## Modellen
Rembrandt utförde sina målningar utifrån studier av levande modeller, ofta personer från hans omgivning i Rozengracht i hantverkarnas kvarter i utkanten av Amsterdam. Samma modell kan ses i andra målningar från denna tid, till exempel Aristoteles vid Homeros byst (1653), En skäggig man med mössa (sent 1650-tal) och Porträtt av en man med skägg (1661). 

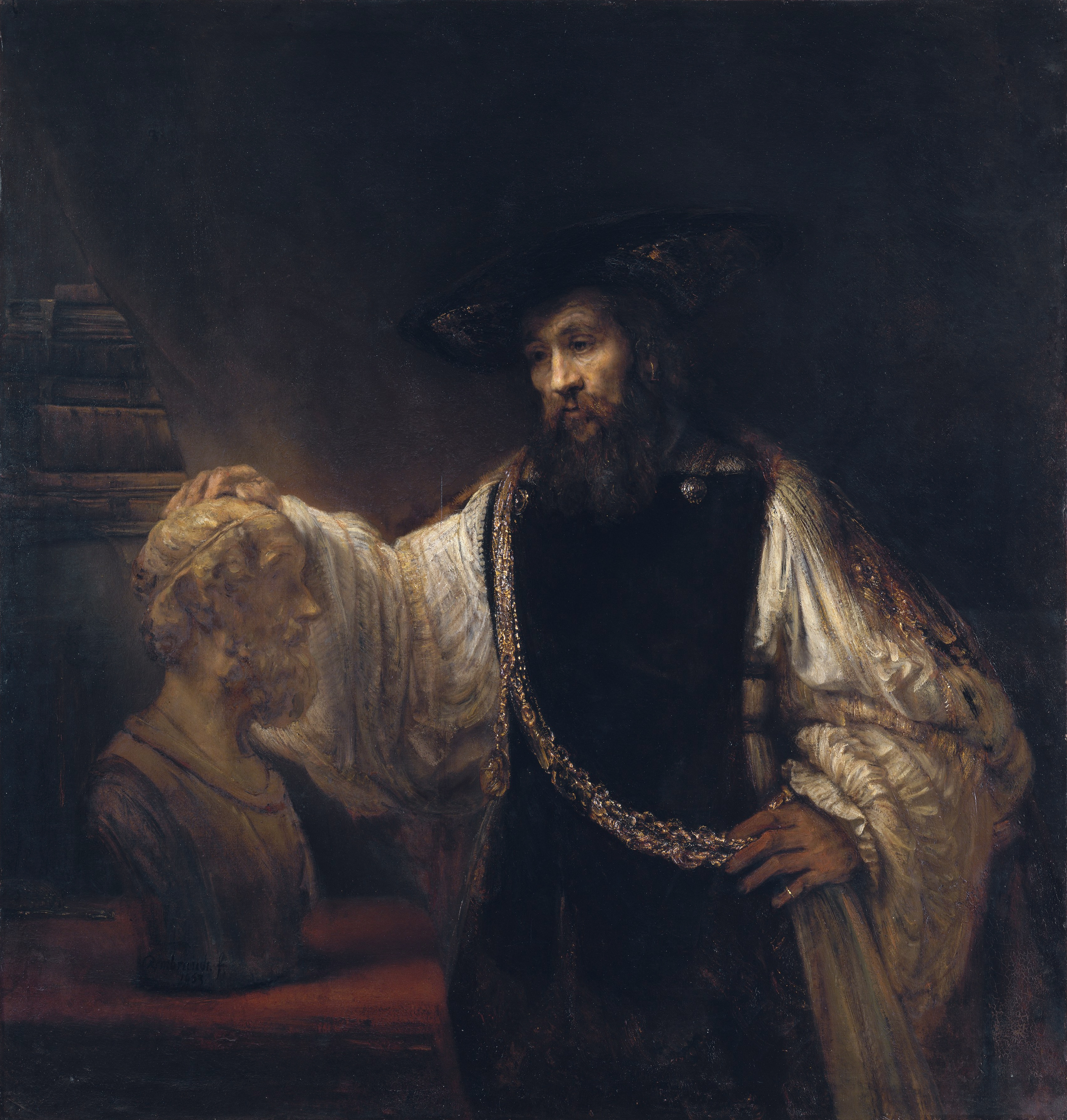
Aristoteles vid Homeros byst (1653), Metropolitan Museum of Art
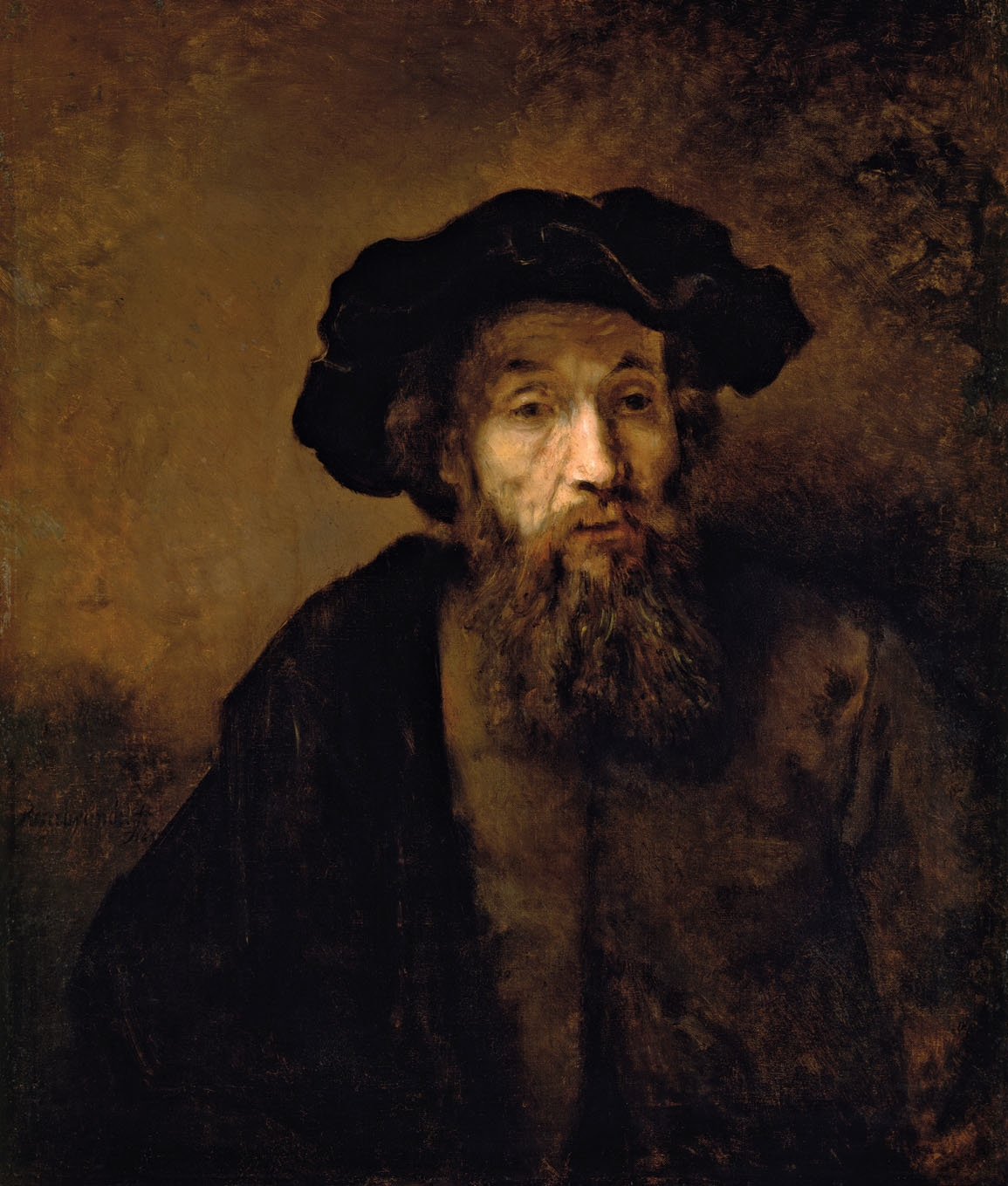
A Bearded Man in a Cap (cirka 1657), National Gallery
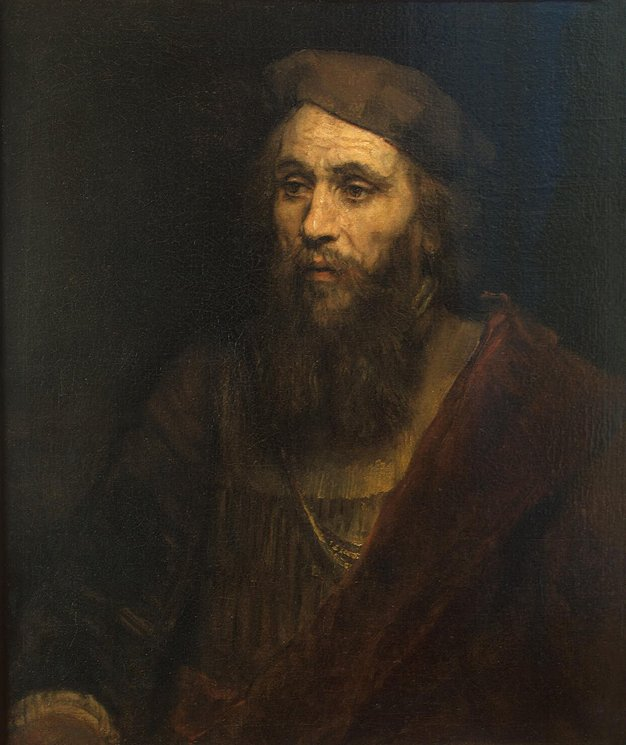
Porträtt av en man (1661), Eremitaget.